# Ince Hall Madona
Devica in otrok bereta je oljna slika negotovega datuma. Gre za imitacijo dela staronizozemskega mojstra Jana van Eycka iz sredine do konca 15. stoletja, verjetno po izgubljeni originalni sliki iz leta 1433 - druga kopija istega dela je zdaj v cerkvi Colegiata v Covarrubiasu, Španija. Prvič je dokumentirana leta 1619, ko je bila na Siciliji, nato pa se je znova pojavila v zbirki Charlesa Blundella v Ince Blundell Hall blizu Liverpoola v začetku 19. stoletja, zato je včasih znana tudi kot Ince Hall Madona. George Frederick Zink jo je tam restavriral leta 1922. Od družine Weld-Blundell jo je leta 1922 s pomočjo sredstev Felton Bequest prevzela Narodna galerija Victoria v Melbournu.
Napis na steni zgoraj levo se glasi: COPLETV ANO D M CCCC XXXIIJ P IOHEM DE EYC BRVGIS. To se prevede kot Dokončal v letu našega Gospoda 1433 Jan van Eyck, Brugges. Desno od tapiserije je van Eyckovo osebno geslo z grškimi črkami ALC IXH XAN ('Kakor lahko'), ki je igra besed med njegovim priimkom in IXH (približno prečrkovanje 'ich' ali jaz v starogrške znake).

## Pripis
Ko so jo leta 1922 prevzeli v Melbournu, je šlo za van Eycku pripisano delo. Vendar pa so laboratorijski testi leta 1958 P. Coremansa, A. Philippota in R.V. Sneyers iz IRPA v Belgiji,   študija z infrardečo spektroskopijo leta 2003  in druge značilnosti prispevale k odpravi tega. Na primer, prostorski odnos med obema figurama in okoliškim pohištvom je le nejasno nakazan in dojemanje dela perspektive in globine ni tako razvito kot v podpisani sliki Lucca Madona in Madona kanclerja Rolina. Oblika črk v podpisu ne ustreza potrjenim podpisom na Devica in otrok s kanonikom van der Paelejem ali Dresdenski triptih. Podpis se pojavlja tudi v samem prizoru, ne pa bolj običajna van Eyckova praksa podpisovanja na okvir - nekateri umetnostni zgodovinarji trdijo, da je bilo delo prvotno v ravno takem podpisanem okvirju, da pa je bilo po izgubi tega okvira dodano delu neznana roka.